# الرياضة في المغرب

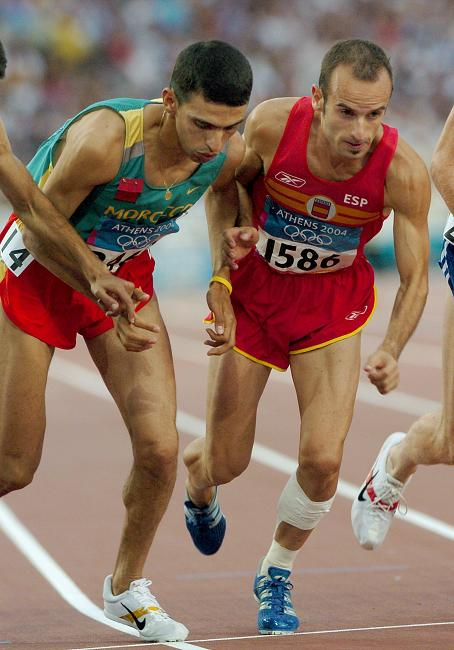

شاركت الرياضة المغربية سنة 2007 في عدة رياضات ككرة اليد، كرة السلة، الغولف، التنس، كرة السلة والألعاب الرياضية. عرف تاريخ الرياضة بالمغرب أسماء بارزة كهشام الكروج، اللاعب المغربي المعتزل للجري المتوسط، ربح ميداليتين ذهبيتين للمغرب في الألعاب الرياضية الخاصة بالألعاب الأولمبية الصيفية 2004.
بدأ يعرف قطاع الرياضة في المغرب حاليا بعض المشاكل التي يرى البعض أنها تستدعي إصلاحا عميقا للمقتضيات القانونية المنظمة له.

## كرة القدم

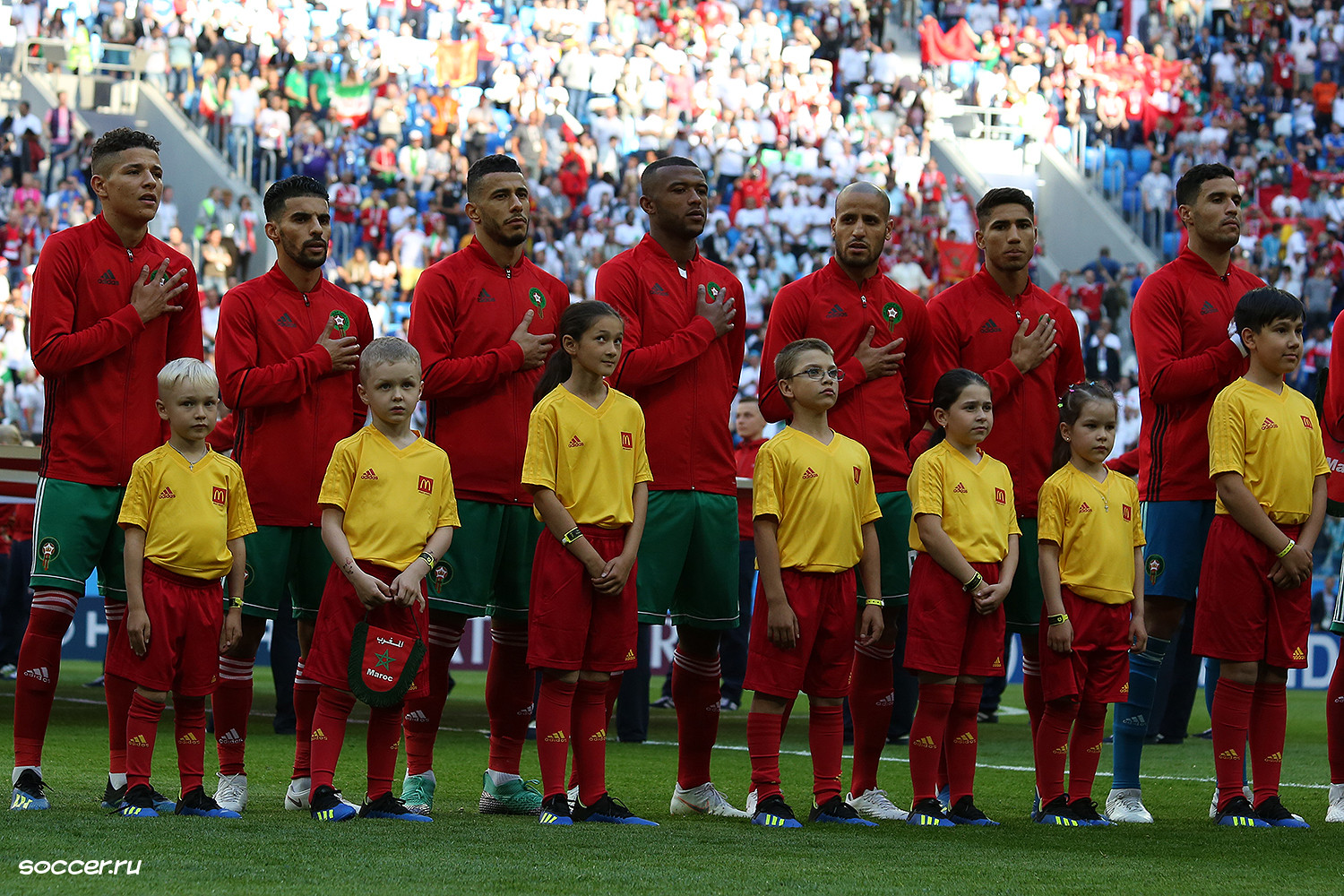
منتخب المغرب في كأس العالم 2018

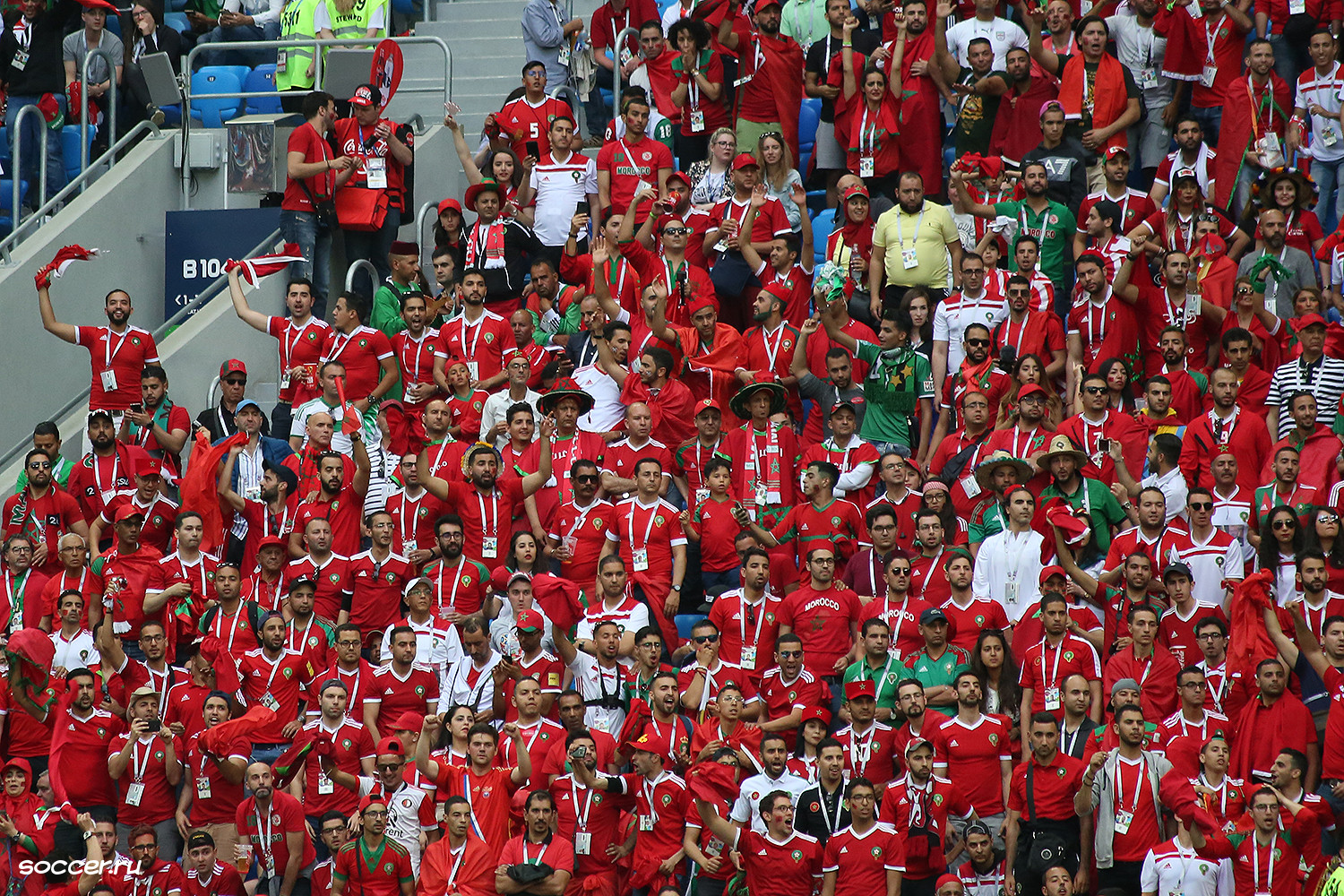
مشجعو منتخب المغرب في كأس العالم 2018

الجامعة الملكية المغربية لكرة القدم هي الهيئة الحاكمة لكرة القدم في المغرب ويقع مقرها في الرباط. تأهل المغرب إلى نهائيات كأس العالم خمس مرات. وخاض ترشيحات استضافة كأس العالم (1994 و1998 و2006 و2010 و2026 لكنه خسرها كلها أمام كل من الولايات المتحدة وفرنسا وألمانيا وجنوب أفريقيا وكندا/المكسيك/الولايات المتحدة على التوالي في هذه الترشيحات.ويشارك المغرب في الترشيح الإسباني البرتغالي المغربي لتنضيم كأس العالم.
احتل المنتخب المغربي الترتيب 11 حسب تصنيف الفيفا للمنتخبات،وذلك بعدما جاء رابع كأس العالم في مونديال قطر 2022 بعد تغلبه على بلجيكا كندا إسبانيا والبرتغال،وبهذا يكون المغرب أول منتخب إفريقي وعربي يصل هذا الدور.
تعتبر البطولة الاحترافية هي البطولة الأولى لأندية كرة القدم في المغرب،يتنافس 16 فريقًا على البطولة كل عام. يشارك البطل والوصيف في دوري أبطال أفريقيا،والمركز الثالث والرابع في كأس الإتحاد الإفريقي.
يتنافس 32 فريقا مختلفا للظفر بكأس العرش المغربي كل سنة وهي فرق من الدرجة الأولى والدرجة الثانية ويتأهل حامل اللقب مباشرة للمشاركة بكأس الإتحاد الإفريقي.
وأنجح الأندية هم:نهضة بركان-الجيش الملكي- الوداد البيضاوي -الرجاء البيضاوي.